# Agag
Agag (11. stol. př. n. l.) byl králem Amálekovců, zmiňovaný ve Starém zákoně.
Byl poražen v bitvě s izraelským králem Saulem a následně popraven prorokem Samuelem (1 S 15). Jedním z jeho potomků byl Haman, jenž podle biblické Knihy Ester chystal v perské říši pogrom na Židy.
Někteří biblisté se domnívají, že agag bylo obecné označení amáleckých králů (tak jako farao bylo označení králů egyptských).